# Křísov
Křísov je název rybníka nacházejícího se ve Štiříně. Má ledvinovitý charakter. Voda je přiváděna bezejmenným potokem od západu, hráz je pak na východě tvořena silnicí. Rybník vznikl před rokem 1852.

## Galerie

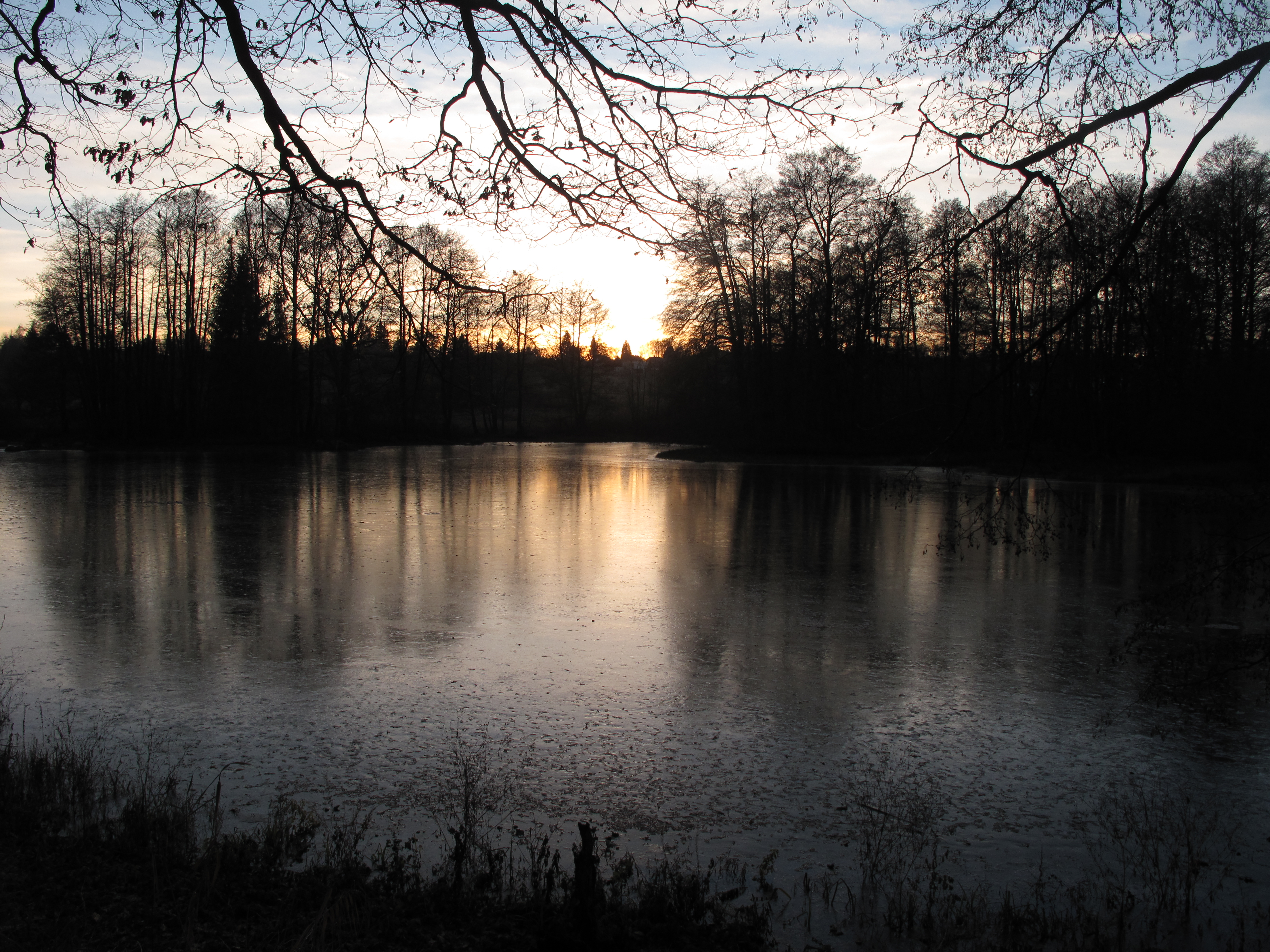
Západ slunce nad zamrzlým Křisovem
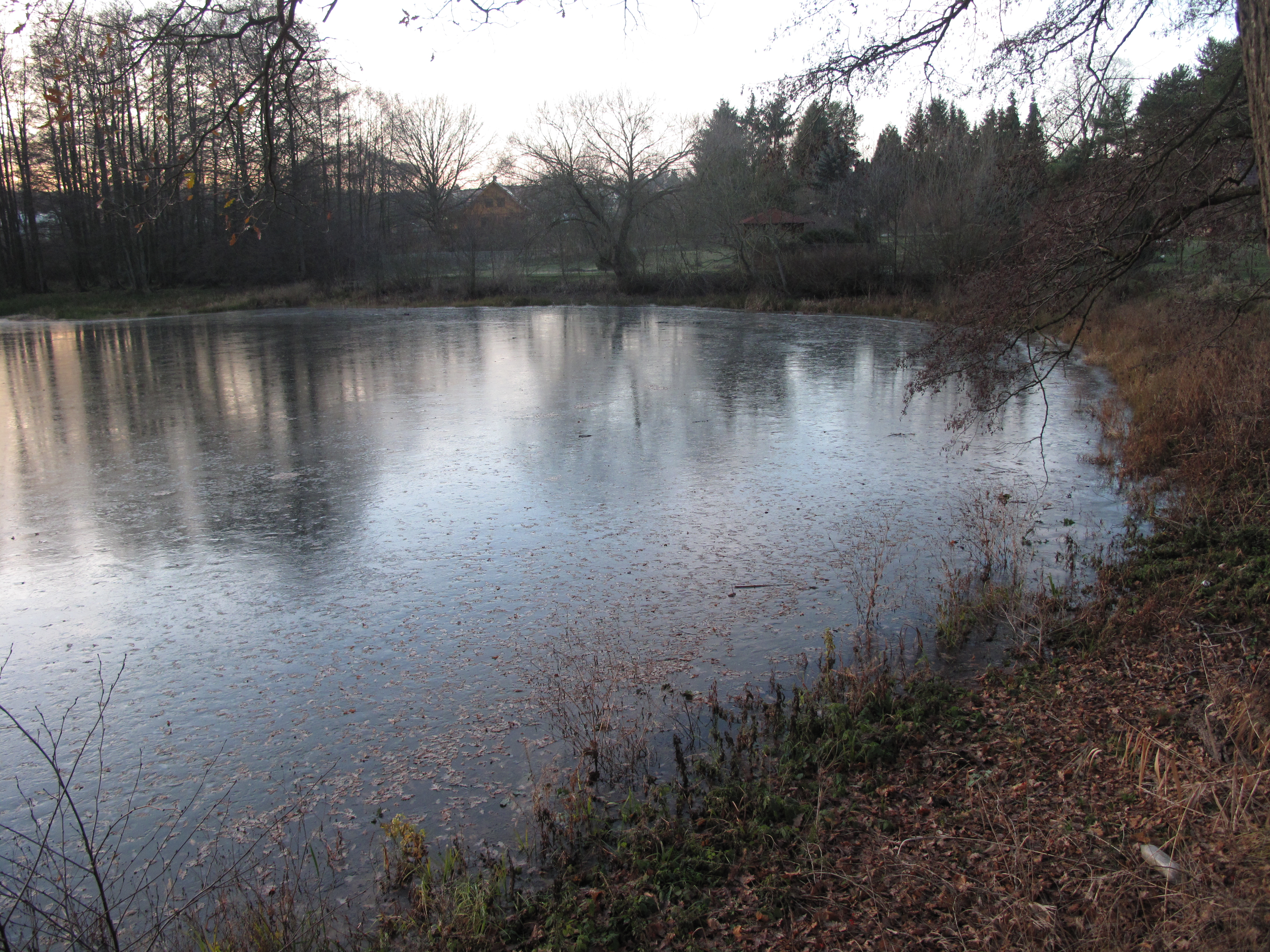
Rybník u hrázy
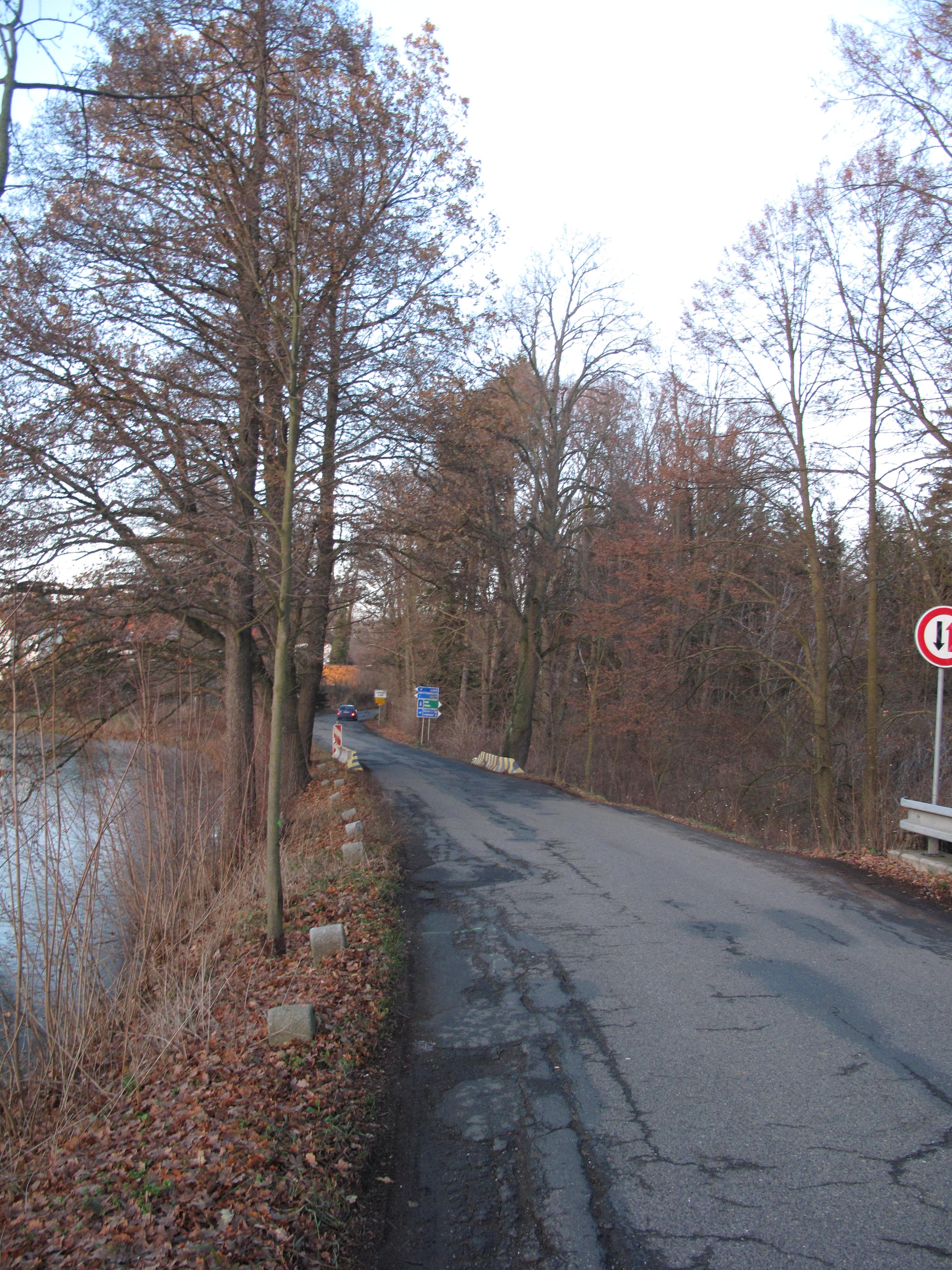
Hráz se silnicí